# Čepirohy
Das Dorf Čepirohy (deutsch Tschöppern, Czeppern; auch Czeprun, Czepran, Cziepirohy, Šepirozy) befindet sich etwa drei Kilometer südwestlich der Stadt Brüx (heute Most) in Tschechien.

## Geschichte
Die Besiedlung der Gegend erfolgte bereits 4000 Jahre vor unserer Zeitrechnung. Erstmals urkundlich erwähnt wurde das Dorf 1331, als ihm der böhmische König Ottokar II. Přemysl Privilegien verlieh. Man kann daher davon ausgehen, dass die Siedlung schon davor bestand. Im 15. Jahrhundert gehörte das Dorf den Herren, die auf Landeswarte siedelten. Weitere Eigentümer waren 1505 Klement z Čepiroh a Rudolic und 1507 Johann von Weitmühl (Jan z Veitmile). In den 1520er-Jahren war es die Familie Pátek z Čepiroh, danach die Stadt Brüx.
Das landwirtschaftlich geprägte Dorf, in dem im 17. Jahrhundert etwa sieben Landwirte und neun Häusler wohnten, brannte 1707 großteils nieder. In der ersten Hälfte des 19. Jahrhunderts begann man mit der Kohleförderung (Schacht Constituzion und Hutwies, seit 1917 Schacht Bayern und Hrabák). Durch die Industrialisierung siedelten sich weitere Menschen an, so dass Tschöppern zu Beginn des 20. Jahrhunderts 323 Einwohner zählte, 1930 dann 677.
Der größte Teil des Dorfes wurde 1968 bis 1972 abgerissen, das Neubaugebiet wurde 1976 an Most angeschlossen. 1991 lebten in Čepirohy 574 Menschen. Im Jahr 2001 bestand Čepirohy aus 122 Häusern und hatte 471 Einwohner.